# 班斯卡-什佳夫尼察區

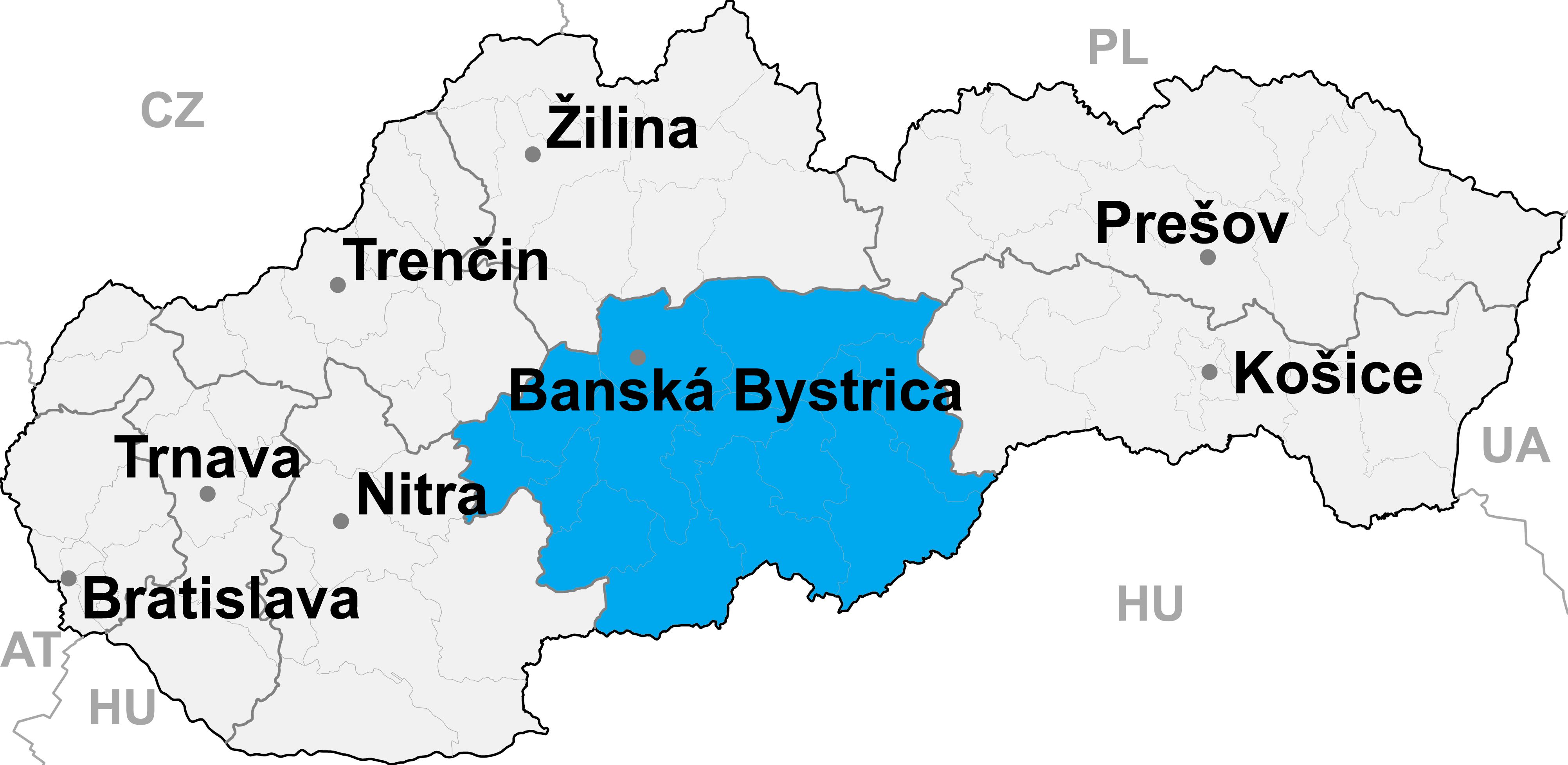

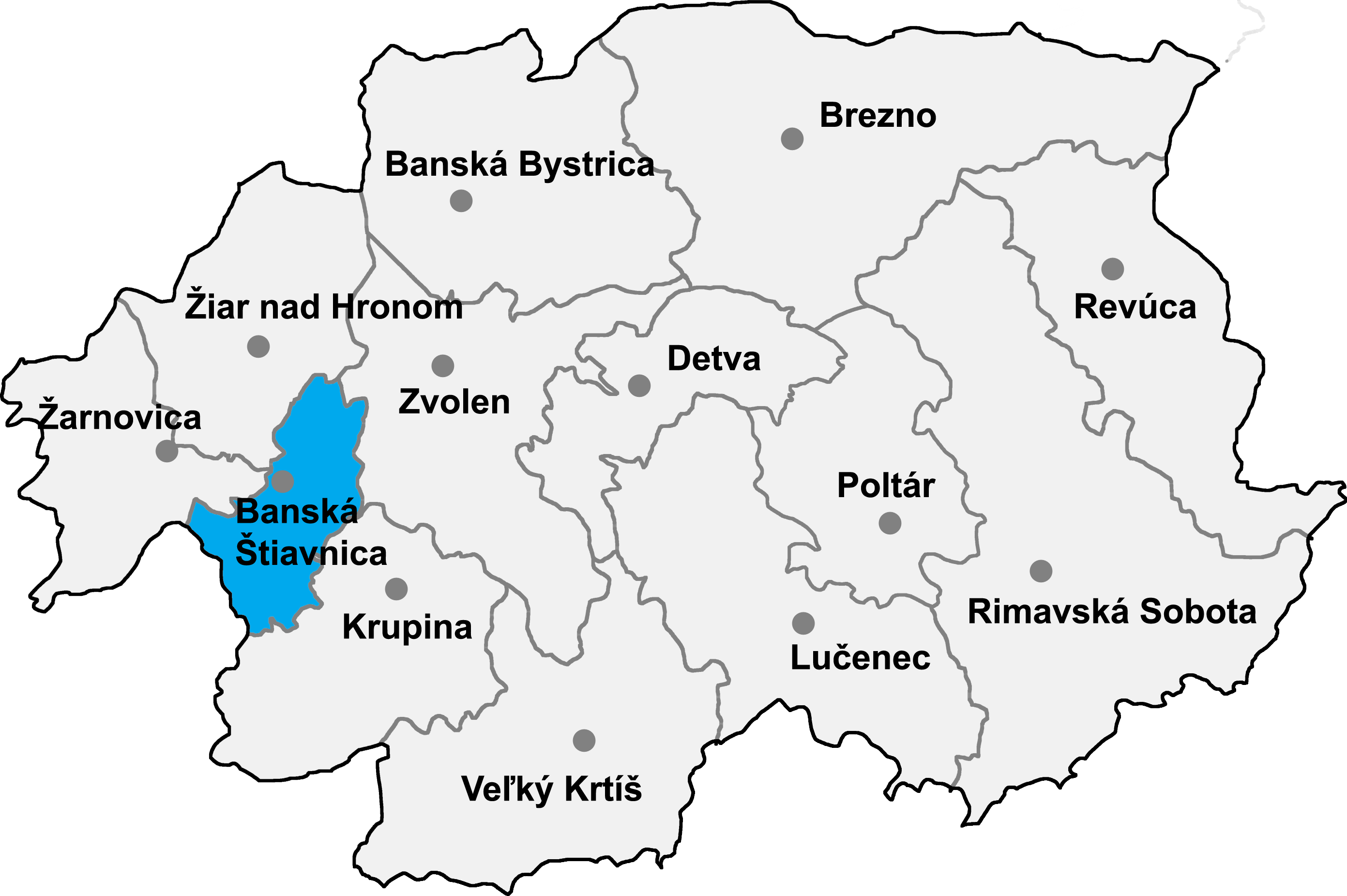

48°27′31″N 18°53′35″E / 48.45861°N 18.89306°E
班斯卡-什佳夫尼察區，是斯洛伐克的一個區，位於該國中部，由班斯卡-比斯特里察州負責管轄，面積292平方公里，2010年該區人口16,638，人口密度每平方公里57人。